# Óbrassó

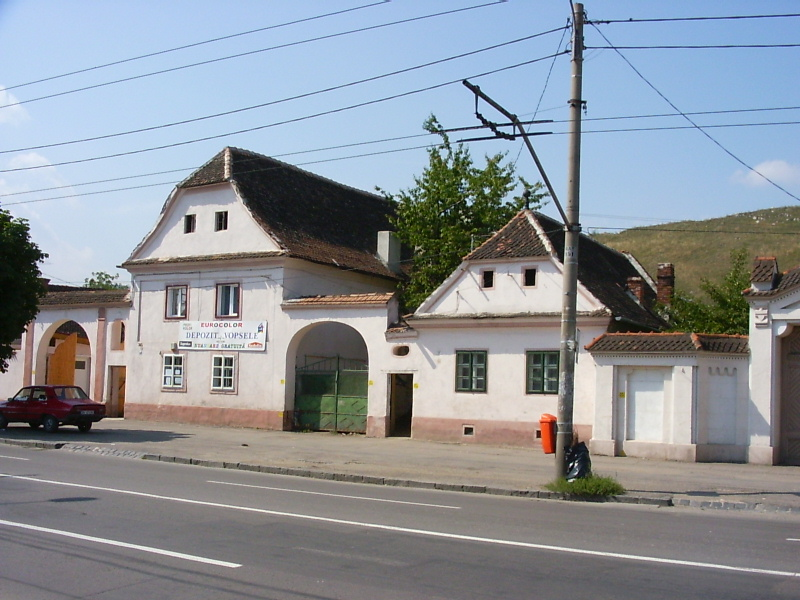
Jellegzetes szász házak a Hosszú utca végén

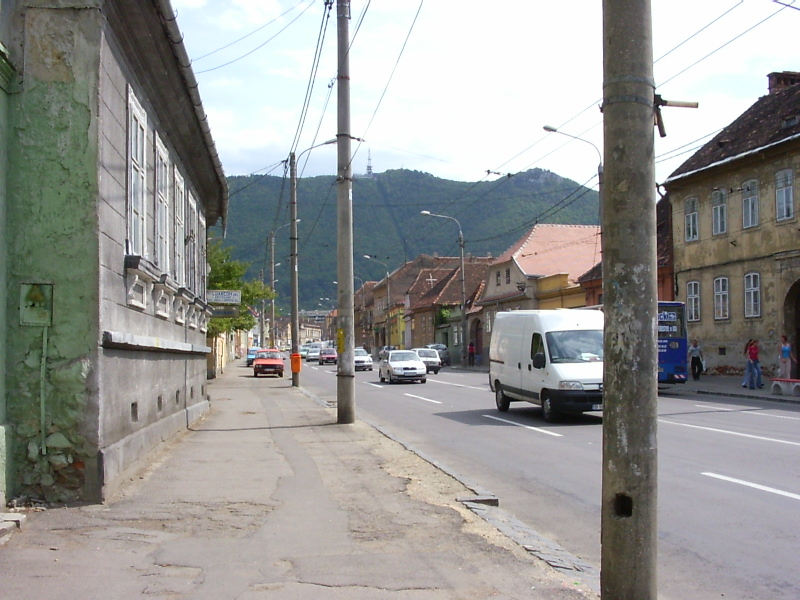
A Hosszú utca

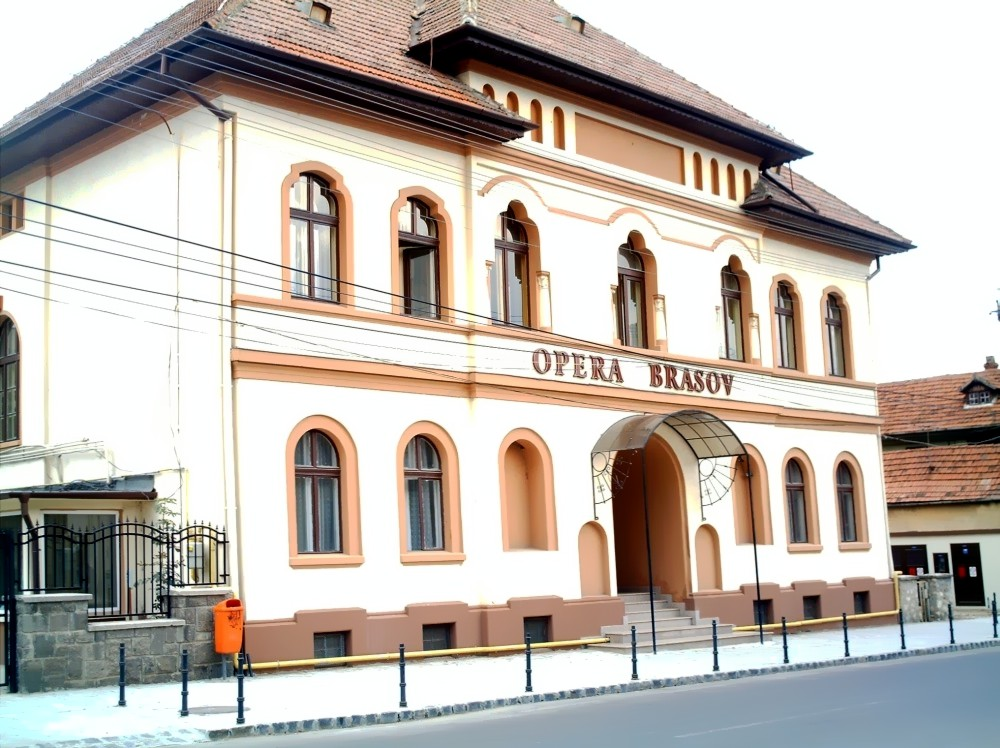
A brassói operaház

Óbrassó (románul: Brașovechi vagy Brașovul Vechi, németül: Altstadt) Brassó városrésze. A jelenlegi közigazgatási felosztás szerint Bertalan negyed részét képezi.

## Fekvése
Három, északnyugat–délkeleti irányban futó utca, a Hosszú utca (Str. Lungă, Langgasse, szász nyelven Langgos), a Közép utca (Str. de Mijloc, Mittelgasse, Matelgos) és a Hátulsó utca (Str. Avram Iancu, korábban Laterală, Hintergasse, Hondjegos), valamint az ezeket összekötő mellékutcák alkotják. Északról a vasút, keletről–északkeletről a Hátulsó utca gyártelepei és az Egyetem-domb, délről a Fellegvár, a Titulescu park és a Belváros, nyugatról a Raupenberg (Hernyó-hegy), a Warthe-hegy és a Gespreng-hegy határolja.

## Története
Az Árpád-korban a Bertalan-templom körül és a Fellegvár nyugati lejtőjén is településmagok keletkeztek. Később ezeket összefoglalóan Óbrassónak nevezték, az Újbrassónak nevezett Belvárossal szemben. Miután a Belváros vette át a központi szerepet, Brassó egyik külvárosává vált. Első névalakjai: Dy ald stat (1480), civitas vetus (1522), Alt stat suburbium (1541) és Ostadium (1542). 1460-ban Vlad Țepeș elpusztította, mert a brassóiak menedéket adtak a trónkövetelő Dannak. Johannes Benkner bíráskodása idején, 1547 és 1565 között a város négy adózási kerületének egyike lett.
Az újkorban a kisebb barcasági városokéra emlékeztető, mezővárosias kultúra alakult ki benne, mely elütött a Belvárosétól. Lakói iparosok, kertészek, földművesek és hivatalnokok voltak. A három főutcát jobbára szászok lakták, mindhárom utca egy-egy szomszédságot (nobelschuft) alkotott. Az óbrassói szászok nyelvjárását a sztenderd némethez igazodni próbáló belvárosiak „mexikói”-nak gúnyolták, a benne előforduló sok [-ks-] hangkapcsolat miatt (például Wiks nätj. ‘Ich weiss nicht.’, mikster ‘Meister’). A barcasági falvakból beköltöző románok főként a mellékutcákban települtek le. Az óbrassói románokat a bolgárszegiek țuțuian-nak hívták. A 19. században sok magyar is beköltözött, elsősorban Háromszékről. A század végén a Hosszú utca belső része már a város egyik kereskedelmi központjává fejlődött: boltok, szállodák (a leghíresebb a 10. szám alatti Zöldfa), sörözők sorakoztak itt. 1891-től gőzvasút, később benzinüzemű városi vasút járt rajta.
1851-ben lakosai közül 2257 volt szász, 1082 román, 349 magyar, 346 német és 45 cigány.
1910-ben 7770 fő lakta, közülük 3189 volt német, 2995 magyar és 1516 román anyanyelvű. A nem magyar anyanyelvűek 68%-a beszélt magyarul.

## Látnivalók
- A Szent Bertalan-templom.
- A Szent Márton-templom.
- Az óbrassói ortodox templom.
- Az  egykori Aranysas-fogadó, később Hotel Nr. 1. 18–19. századi épülete (Hosszú utca 1.).
- Az óbrassói evangélikus temető a Hosszú utca elején, temetőkápolnája és őrháza a 18. századból való.
- A Hosszú utcában 33 18–19. századi, műemlék épület található.
- A városrész legöregebb lakóháza a Közép utca 47. szám alatt 1681-ben épült.
- A brassói operaház a Román templom utca 51. szám alatt. 1953-ban alapították.[3]
- A Warthe-hegyen álló egykori Știrbei-palota, később úttörőpalota 1912 után épült és védett park veszi körül.

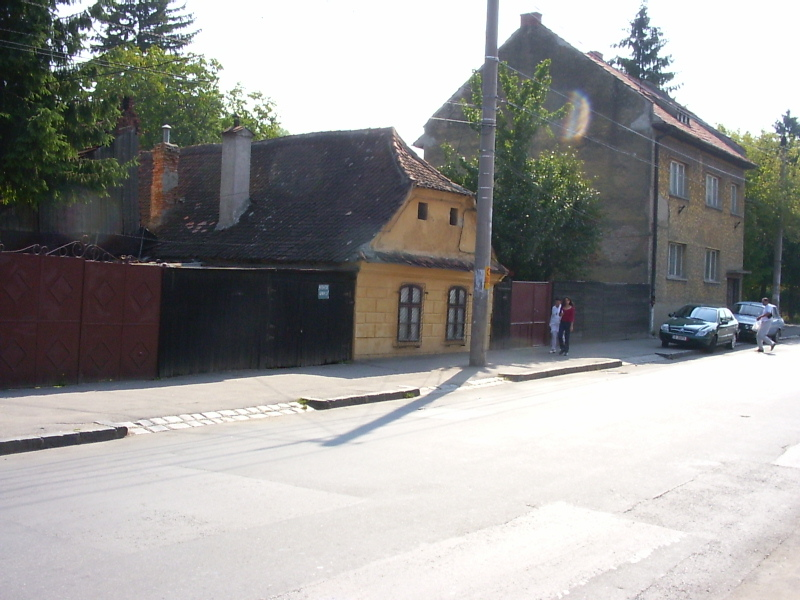
A Hátulsó utca egyik régi háza, amelynek homlokzatán jól látszik az utcaszint időközbeni feltöltése
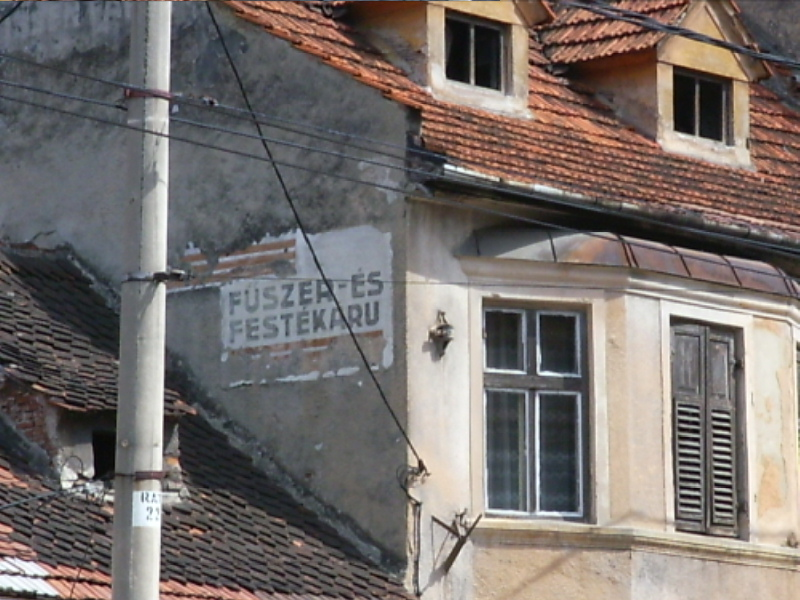
Magyar felirat a Hosszú utca egyik tűzfalán, 2002-ben
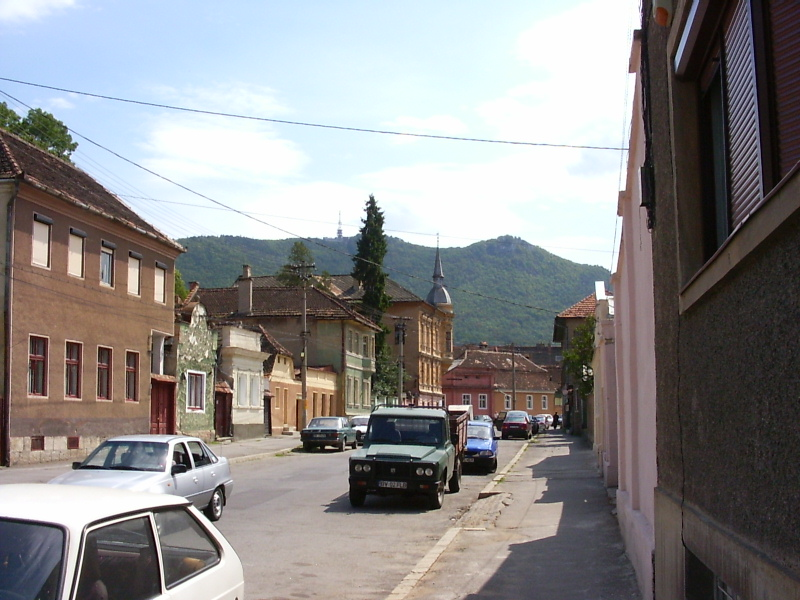
A Közép utca eleje
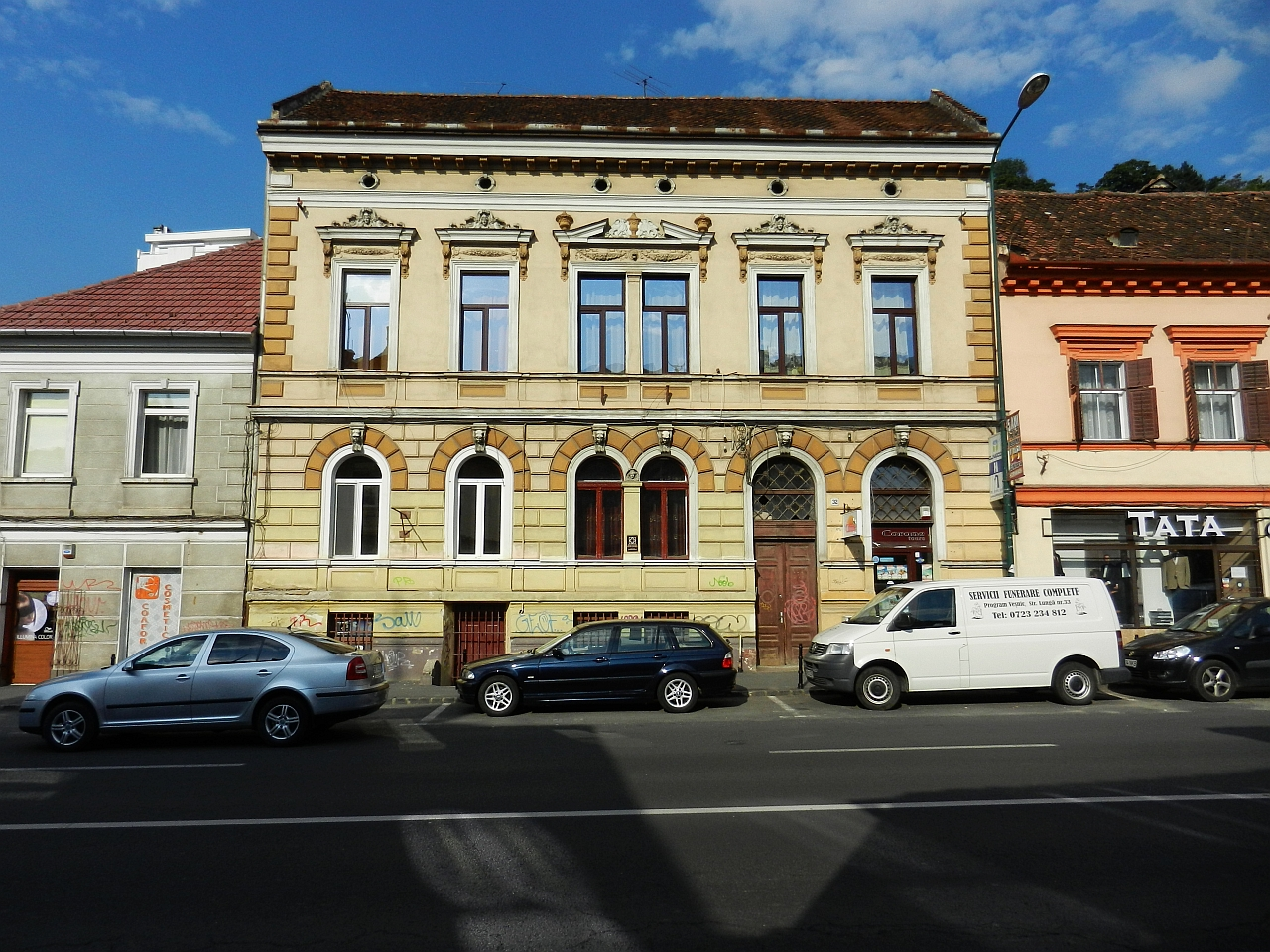
Hosszú utca 32.
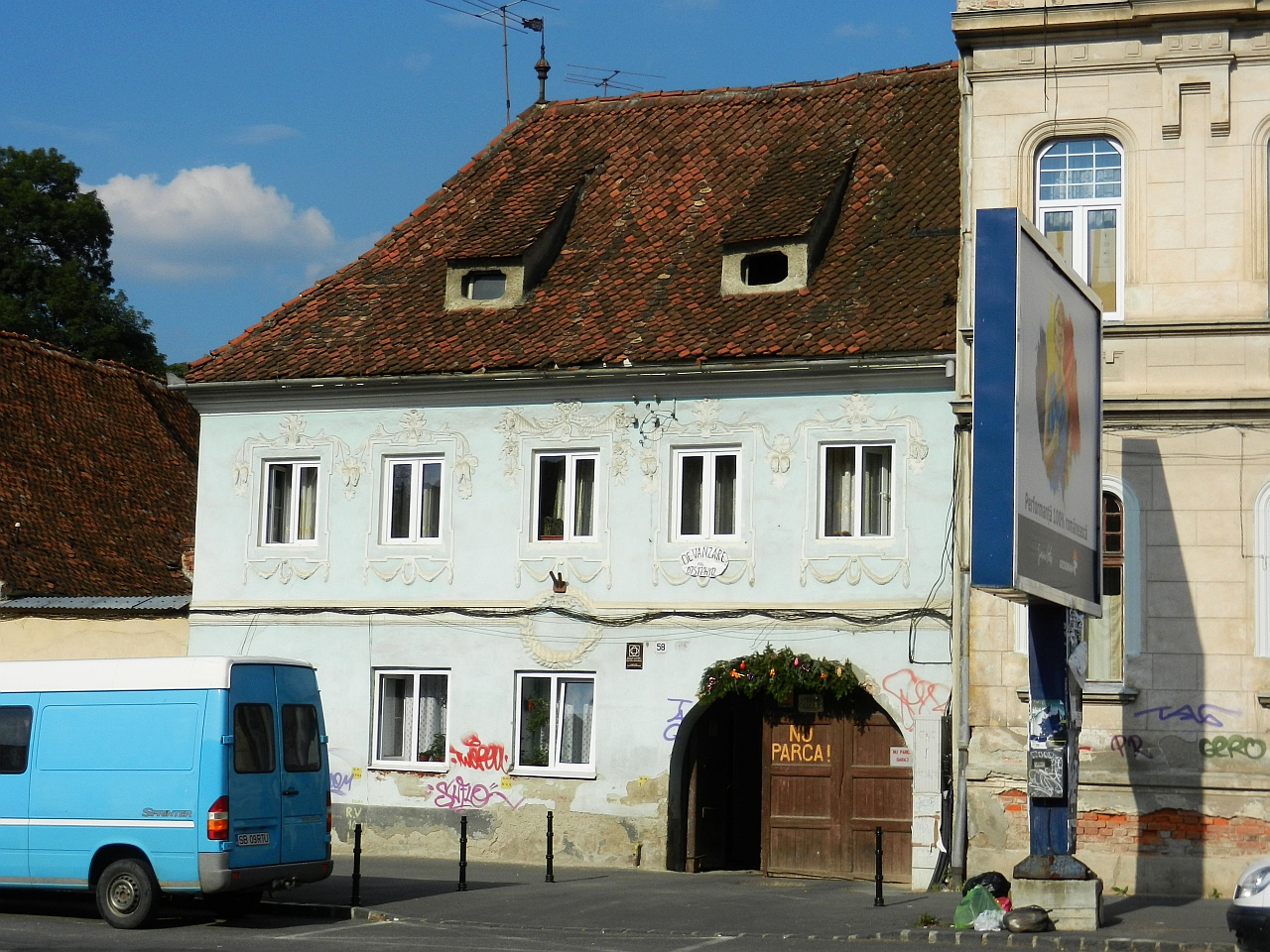
Hosszú utca 58.